# Slaget om Tinian
Slaget om Tinian var et slag under Stillehavskrigen i 2. verdenskrig, udkæmpet på øen Tinian i Marianerne fra den 24. juli til den 1. august 1944.

## Baggrund
For at overvinde de enorme afstande i Stillehavet, og pga. den japanske besættelsesstrategi af øer, der havde til formål at true USA til at søge om fred, udarbejdede den amerikanske flåde en strategi kaldet øhop. Det opfordrede de væbnede styrker gradvist tage øfæstninger tættere på det japanske fastland, mens andre i stedet skulle blive sultet ud. Mellem den 27. maj og 20. juni 1944 eliminerede den amerikanske hær og flåde afgørende den japanske hær og flåde direkte nordvest for Ny Guinea i slaget om Biak efter en lang blodig kampagne. Japanerne opretholdte en lufthavn, hvor der kunne foretages forbedringer af amerikanerne, der kunne bruges til en luftkrig. Den japanske tilstedeværelse blev derfor opfattet som en potentiel trussel mod det australske fastland. Den amerikanske sejr i slaget om Saipan mellem 15. juni og 9. juli 1944 gjorde Tinian, 5,6 kilometer syd for Saipan, det næste logiske skridt i kampen for Marianerne, hvilket vil føre til tilbagetrækning fra Filippinerne og i sidste ende Japans nederlag. Japanerne der forsvarede øen var under oberst Kiyochi Ogata. Viceadmiral Kakaji Kakuta, chef for den 1. luftvåben, havde sit hovedkvarter på Tinian.

## Slagets gang
2. og 4. marinedivision gik i land på øen den 24. juli 1944 og fik støtte af flådebombardementer og artilleri som blev affyret på den anden side af strædet Saipan. En taktisk finte mod den store bosættelse på Tinian by afledte forsvarerne fra det egentlige sted for amerikanernes landgang på nordsiden af øen. Slagskibet USS Colorado og destroyeren USS Norman Scott blev begge ramt af japanske 15,2 cm kystbatterier. USS Colorado blev ramt 22 gange og 44 personer mistet livet. USS Norman Scott blev udsat for seks bomber og disse bombene førte til at kaptajnen Seymore Owens og 22 af hans mandskab døde.
De japanske styrker tog samme genstridige taktikker i brug som på Saipan; om dagen trak de sig tilbage og om natten kom de med deres angreb. Det mildere og fladere terræn på Tinian var til fordel for angriberne, de kunne bruge kampvogne og artilleri mere effektivt end det de havde gjort i bjergene på Saipan. Øen blev sikret i løbet af ni dage med intense kampe. 31. juli begyndte de tilbageværende japanske styrker en omfattende selvmordsaktion der de også prøvede at tage livet af flest mulige amerikanske soldater. Slaget endte med en amerikansk sejr og der var store tab på den japanske side.
Dette var det første slaget i Stillehavskrigen hvor napalm blev taget i brug. Af de 120 kampvogne som blev landsat på Tinian, var 25 af dem med napalm-blanding. De andre indeholdte en olie-benzin-blanding. Af alle kampvognene var det bare 14 som blev blindgjengere, og 8 af disse blev sat i brand ved efterfølgende beskydning fra japanerne. Napalmbomber (ofte også kaldet "brandbomber") som blev fragtet ved hjælp af flytypen P-47 Thunderbolt, brændte blade og grene væk, som skjulte japanernes installationer. Dermed blev japanerne mere udsat for bombningen og selvfølgelig var der også store tab.

## Eftervirkninger
Omkring 8.000 soldater mistet livet i kampene, mens der af omtrent 30.000 marinesoldater fra USA var 328 døde. Desuden blev cirka 300 japanske soldater taget til fange. Mange hundrede japanske soldater klarede at holde ud i junglerne i flere måneder efter slaget. Garnisonen på Aguijanøen sydvest for Tinian som blev kommanderet af løjtnant Yamada Kinichi, holdt ud til krigens afslutning, da de måtte overgive sig den 4. september 1945. Den sidste japaner som var på Tinian var Susumu Murata, som ikke blev fanget før 1953.
Etter slaget blev Tinian en vigtig base for de Allieredes videre operationer i Stillehavskrigen. Der blev bygget militærbaser for 50.000 soldater. 15.000 seabees gjorde øen om til en af de mest travle flybaser i krigen, med seks 2.400 meter landingsbaner til angreb med B-29 Superfortress-bombefly mod mål i Filippinerne, Ryūkyūøyene og Japans fastland, inklusive atombomberne over Hiroshima og Nagasaki.